# Kacper Wysocki
Kacper Napoleon Wysocki (ur. 6 grudnia 1810 w Pińczowie, zm. 21 września 1850 w Zurychu) – polski kompozytor i pianista. 
Skomponował Polonez a-moll „Pożegnanie Ojczyzny” (fr. Polonaise „Les adieux à la Patrie”), znany jako „Polonez Ogińskiego” – polonez fortepianowy w tonacji a-moll mylnie przypisywany Michałowi Kleofasowi Ogińskiemu.

## Życiorys
Studiował grę fortepianową początkowo w Krakowie, następnie u Józefa Elsnera w konserwatorium warszawskim, a od około 1824 u K. Arnolda w Berlinie. Do 1849 dużo koncertował, także za granicą, prawdopodobnie przy okazji leczenia. Występował w Warszawie, gdzie dłuższy czas mieszkał, a także w Lipsku, Paryżu, Berlinie, Poznaniu, Krakowie i Dreźnie. Przez pewien czas nauczał gry na fortepianie w konserwatorium w Warszawie. Jego uczniem był m.in. W. Wiślicki.
Zyskał uznanie jako wirtuoz. W jego repertuarze, poza własnymi kompozycjami, były utwory Fryderyka Chopina, Ferenca Liszta i Sigismunda Thalberga, z którymi był porównywany i równie wysoko oceniany.
Od około 1839 był członkiem Towarzystwa Wsparcia Podupadłych Artystów Muzyki, ich Wdów i Sierot.

## Życie prywatne
Był synem Tomasza Wysockiego, prorektora Liceum Św. Anny w Krakowie. Brat inżyniera Stanisława Wysockiego. Wraz z bratem Feliksem, doktorem medycyny, uczestniczył jako artylerzysta w powstaniu listopadowym, w bitwie pod Ostrołęką i w baterii generała Bema, gdzie został ranny.
Zmarł na gruźlicę. W kościele pw. św. Anny w Krakowie znajduje się epitafium poświęcone kompozytorowi oraz jego bratu Feliksowi.

## Twórczość
Komponował miniatury fortepianowe wzorowane na utworach Chopina oraz tańce o charakterze salonowym, stylizowane na ludowe. Uważany był za mistrza krakowiaka – dlatego nazywano go Krakowianinem. Pisał też tańce i marsze związane tematycznie z powstaniem listopadowym, np. „Mazur obozowy na cześć Chłopickiego” (1830) na fortepian i w wersji orkiestrowej. Jest autorem najbardziej znanego polskiego poloneza a-moll „Pożegnanie Ojczyzny”, mylnie przypisywanego Michałowi Kleofasowi Ogińskiemu.